# Micrathena bimucronata
Micrathena bimucronata là một loài nhện trong họ Araneidae.
Loài này thuộc chi Micrathena. Micrathena bimucronata được Octavius Pickard-Cambridge miêu tả năm 1899.